# Fdupes

fdupes је програм који скенира директоријуме у потрази за дуплираним датотекама, са могућношћу излиставања или брисања дупликата. Програм прво упоређује величине датотека, парцијалне  потписе, потпуни MD5 потписе, и на крају обавља бајт по бајт поређење због провере.
fdupes је писан у језику  и издат је под МИТ лиценцом.